# Kiekko-Espoo Naiset
Die Kiekko-Espoo Naiset (zuvor Espoo Blues Naiset) sind eine finnische Fraueneishockeymannschaft aus Espoo, die seit 1990 in Finnlands höchster Eishockeyliga der Frauen, der Naisten Liiga, spielt.

## Geschichte
Die Anfänge des Fraueneishockeys in Espoo gehen bis auf die Mitte der 1980er Jahre zurück, als die ersten Frauen bei Karakallion Pallo (KaPa) diesen Sport ausübten. Später wurde eine Frauenmannschaft bei Espoon Kiekkoseura (EKS Espoo) gegründet, die 1990 die Meisterschaft der zweiten Spielklasse, der Naisten I-Divisioona, gewann und in die höchste Spielklasse, die heutige Auroraliiga, aufstieg. Gleich in der ersten Saison in dieser Spielklasse erreichten die Frauen den dritten Platz in der Meisterschaft.
Zur Saison 1992/93 wechselte das Frauenteam von EKS zu Kiekko-Espoo und spielte in den folgenden Jahren meist im Mittelfeld der SM-sarja. Ab 1998 nannte sich der Verein Espoo Blues, nach der Farbe des Stadtwappens. Am Ende der Saison 1998/99 feierten die Blues den Gewinn der ersten finnischen (Frauen-)Meisterschaft der Vereinsgeschichte, als Maria Selin das spielentscheidende Tor gegen die JYP Naiset erzielte. Es folgten in den Jahren 2000, 2001, 2002, 2003, 2004 und 2005 sechs weitere Meisterschaften in Folge, sowie drei weitere Meistertitel von 2007 und 2009. In dieser Zeit nahmen die Blues insgesamt sechs Mal an der IIHF European Women Champions Cup teil und erreichten dabei dreimal (2005, 2008 und 2010) den Gewinn der Silbermedaille.

Logo 1992 bis 1998
Logo 1998 bis 2003
Logo 2003 bis 2005
Logo 2005 bis 2009
Logo 2009 bis 2016

Zwischen 2013 und 2015 gewann das Frauenteam der Espoo Blues drei weitere finnische Meistertitel in Folge.

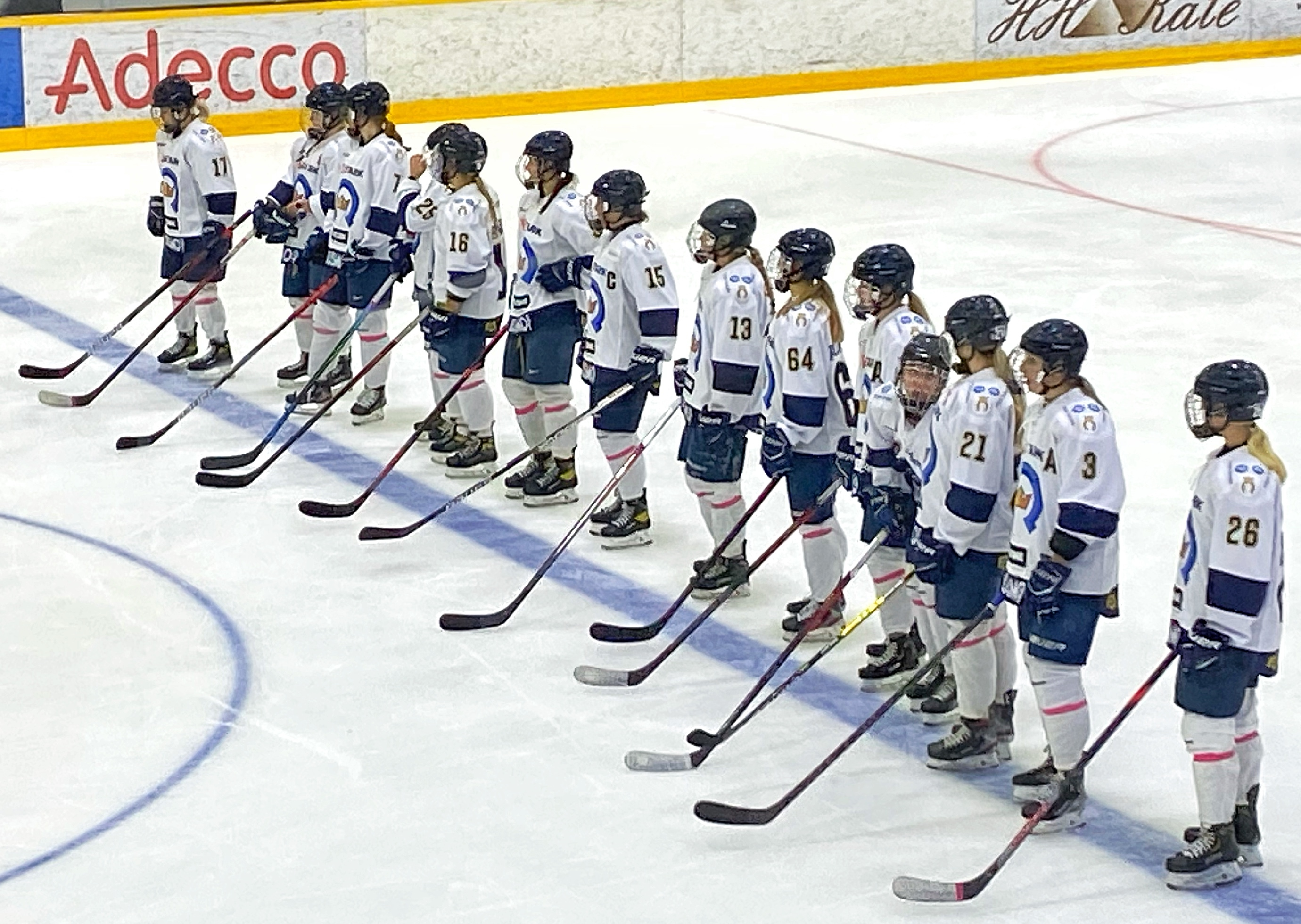
Spielerinnen des Klubs

Während der Saison 2015/16 kam es zu ersten Zahlungsschwierigkeiten des Männer-Profiklubs, da die Zuschauerzahlen und das Sponsorenaufkommen in den Jahren zuvor zurückgegangen waren. Am Ende der Saison belegte die Profimannschaft abgeschlagen den letzten Platz, anschließend ging der Klub aufgrund der hohen Schuldenlast in die Insolvenz. Als Folge dieser Krise wurde mit Espoo United ein neuer Verein gegründet, der eine Mannschaft in der Mestis aufstellte und auch die Frauenmannschaft übernahm. Zur Saison 2017/18 wurde die Frauenmannschaft in eine eigene Spielbetriebsgesellschaft ausgelagert und trug erneut den Namen Espoo Blues. 2019 gewann das Team eine weitere Meisterschaft und wurde im April 2019 unter Führung der neuen Managerin Emma Terho erneut Teil von Kiekko-Espoo. 2021 und 2022 gewann Kiekko-Espoo Naiset zwei weitere Meistertitel.

## Spielstätte
Bis 2011 spielte das Frauenteam in der Eishalle des Stadtteils Laaksolahti, anschließend bis 2016 in der Eishalle des Stadtteils Leppävaara.
Seit 2016 spielt das Team in der Trainingshalle der Espoo Metro Areena im Stadtteil Tapiola.